# Căderea omului în păcat

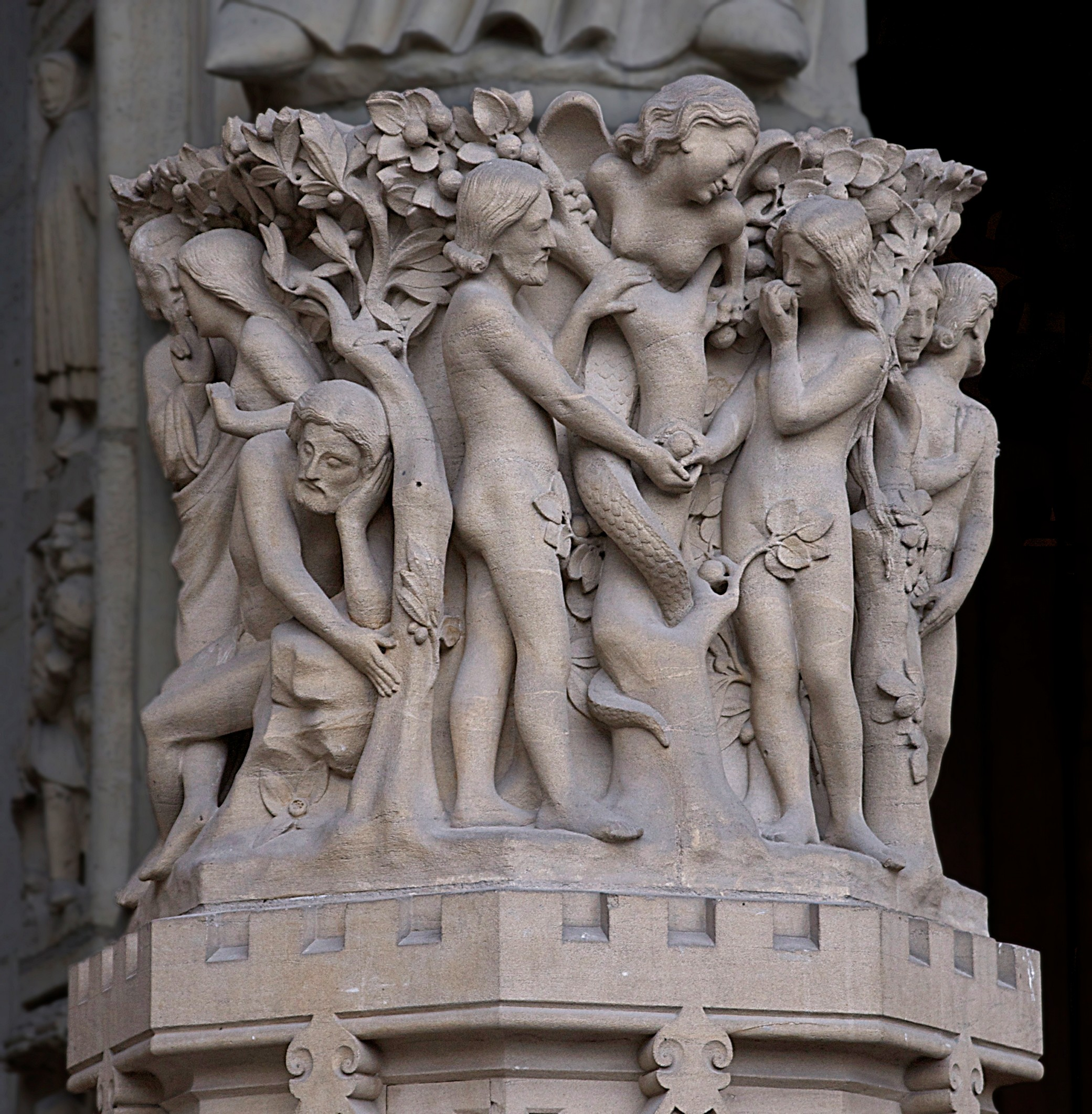
Adam, Eva și o femeie șarpe la intrarea în Catedrala Notre Dame din Paris

Căderea omului în păcat sau căderea este un termen folosit în creștinism pentru a descrie tranziția primului bărbat și a primei femei de la o stare de ascultare inocentă față de Dumnezeu la o stare de nesupunere vinovată. Deși nu este menționată în Biblie, doctrina căderii provine dintr-o interpretare biblică a Cărții Genezei cap. 3. La început, Adam și Eva au trăit cu Dumnezeu în Grădina Edenului, dar șarpele i-a ispitit să mănânce fructe din pomul cunoașterii binelui și răului, ceea ce Dumnezeu le-a interzis. După ce au mâncat, ei s-au rușinat de goliciunea lor și Dumnezeu i-a izgonit din Grădina Edenului pentru a-i împiedica să mănânce din pomul vieții și să devină nemuritori.
Povestea Grădinii Edenului și a căderii omului în păcat reprezintă o tradiție în cadrul popoarelor avraamice, cu o prezentare mai mult sau mai puțin simbolică a anumitor adevăruri morale și religioase.
Există controverse în privința interpretării căderii omului în păcat, având în vedere că Dumnezeu nu le-a acordat oamenilor virtutea înțelegerii binelui și răului, aceștia fiind lipsiți de moralitate. Astfel, Eva nu putea conștientiza o acțiune imorală, întrucât discernământul său era limitat la condiția de execuție fără echivoc și fără conștiință, în sensul discernământului viciat.  

## Interpretări

### Nemurirea
Exegeții creștini ai versetului Geneza 2:17 („Iar din pomul cunoștinței binelui și răului să nu mănânci, căci, în ziua în care vei mânca din el, vei muri negreșit!”) au aplicat principiul zi-an pentru a explica cum a murit Adam în aceeași zi. Psalmii 89:4, II Petru 3:8 și Cartea jubileelor 4:29-31 au explicat că, pentru Dumnezeu, o zi este echivalentul a o mie de ani și că, astfel, Adam a murit în aceeași „zi”. Septuaginta grecească, pe de altă parte, a tradus „zi” prin cuvântul grecesc care desemnează o perioadă de douăzeci și patru de ore (ἡμέρα, hēméra).
Potrivit textului din Cartea Genezei, în timpul epocii antediluviene longevitatea umană se apropia de un mileniu, precum în cazul lui Adam, care a trăit 930 de ani. Astfel, expresia „a muri” a fost interpretată „a deveni muritor”. Cu toate acestea, această interpretare este contrazisă de textul biblic: Adam și Eva sunt alungați din Grădina Eden ca să nu se mănânce din cel de-al doilea copac, pomul vieții, și să dobândească nemurirea.

### Păcatul originar

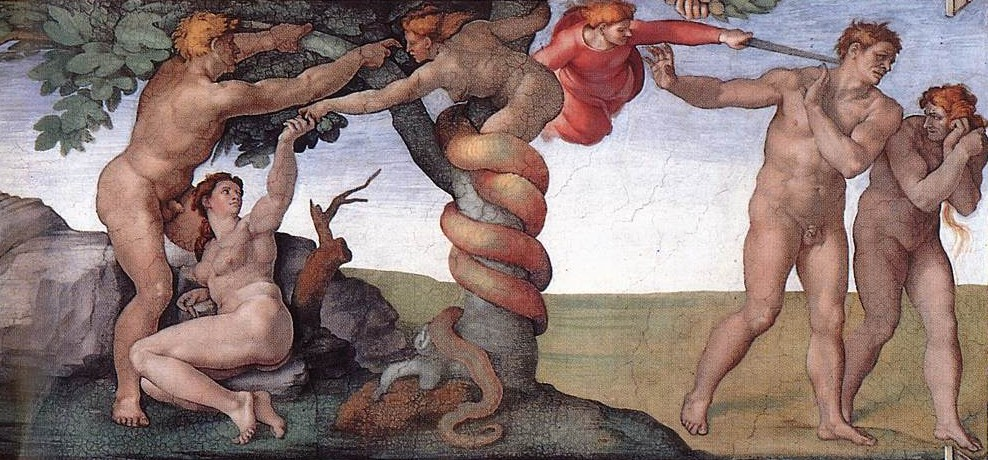
Căderea în păcat reprezentată în Capela Sixtină de Michelangelo

Ortodoxia consideră că, în timp ce toți oamenii suferă consecințele păcatului originar (adică moartea), numai Adam și Eva sunt vinovați de acest păcat. Păcatul lui Adam nu este înțeles doar ca neascultare a poruncii lui Dumnezeu, ci ca o schimbare în ierarhia de valori a omului de la teocentrism la antropocentrism. Omul este condus în afara comuniunii cu Dumnezeu  de obiectul poftei sale, în acest caz fructul care a fost considerat „bun de mâncat” și obiect al dorinței (vezi, de asemenea, îndumnezeirea, căutarea unirii cu Dumnezeu).

### Subordonare
În mod tradițional, vina principală pentru căderea omului în păcat a fost aruncată asupra femeii. Exegeții creștinismului susțin că subordonarea femeii către bărbat este o consecință naturală a pătrunderii păcatului în rasa umană, fiind profețită de Dumnezeu atunci când i-a spus femeii: bărbatul „te va stăpâni”. Această interpretare este întărită de comentariile din Întâia epistolă a lui Pavel către Timotei, în care autorul oferă o justificare pentru îndrumarea potrivit căreia o femeie (NIV: posibil „soție”) trebuie{{Citat|„să se învețe în liniște, cu toată ascultarea. Nu îngăduiesc femeii nici să învețe pe altul, nici să stăpânească pe bărbat, ci să stea liniștită. Căci Adam a fost zidit întâi, apoi Eva. Și nu Adam a fost amăgit, ci femeia, amăgită fiind, s-a făcut călcătoare de poruncă.”

## Tradiții similare
În gnosticism șarpele este mulțumit pentru că a dus cunoaștere lui Adam și Eva și i-a eliberat, astfel, de sub controlul Demiurgului. Demiurgul i-a alungat pe Adam și Eva pentru că omul devenise acum o amenințare.
În zoroastrismul clasic, umanitatea este creată pentru a rezista forțelor care provoacă degradare și distrugere prin gânduri bune, vorbe bune și fapte bune. Eșecul realizării acestui țel cauzează suferință individului și familiei lui. Această morală apare, de asemenea, în multe povești din Șah-Namé, textul cheie al mitologiei persane.

## În literatură și artă
În piesa Henric al V-lea (1599) de William Shakespeare, regele descrie trădarea lordului Scroop – un prieten din copilărie – ca fiind „asemănătoare cu o altă cădere a omului”, referindu-se la pierderea încrederii pe care a cauzat-o această trădare.
În romanul Perelandra (1943) de C. S. Lewis, tema căderii este explorată în contextul unei noi grădini a Edenului cu un nou cuplu Adam și Eva, cu pielea verde, de pe planeta Venus; protagonistul - savantul dr. Ransom de la Cambridge - este transportat acolo cu misiunea de a-l alunga pe Satan și de a împiedica o nouă cădere.
În romanul Căderea (1956) de Albert Camus, tema căderii este enunțată în relatarea la persoana I din Amsterdamul postbelic, într-un bar numit „Mexico City”. Confesându-se unei cunoștințe, protagonistul, Jean-Baptiste Clamence, descrie urmarea bântuitoare a refuzului său de a salva o femeie care s-a aruncat de pe un pod cu scopul de a se sinucide. Sunt explorate dilemele conștiinței moderne occidentale și temele religioase ale botezului și harului divin.